# Great Balls of Fire (альбом)
Great Balls of Fire — двадцать первый студийный альбом американской кантри-певицы Долли Партон, выпущенный 23 июня 1979 года на лейбле RCA Records.

## Список композиций
| №   | Название                              | Автор(ы)                          | Длительность |
| --- | ------------------------------------- | --------------------------------- | ------------ |
| 1.  | «Star of the Show»                    | Долли Партон                      | 3:54         |
| 2.  | «Down»                                | Партон                            | 3:31         |
| 3.  | «You’re the Only One»                 | Кэрол Байер-Сейджер, Брюс Робертс | 3:18         |
| 4.  | «Help!»                               | Джон Леннон, Пол Маккартни        | 2:43         |
| 5.  | «Do You Think That Time Stands Still» | Партон                            | 3:52         |
| 6.  | «Sweet Summer Lovin’»                 | Блез Тотси                        | 3:15         |
| 7.  | «Great Balls of Fire»                 | Отис Блэквелл, Джек Хаммер        | 3:49         |
| 8.  | «Almost in Love»                      | Дин Паркс, Дуг Тиле               | 3:13         |
| 9.  | «It’s Not My Affair Anymore»          | Джин Френч                        | 3:13         |
| 10. | «Sandy’s Song»                        | Партон                            | 3:15         |

## Над альбомом работали
В алфавитном порядке:

| Музыканты - Анита Болл — бэк-вокал («Star of the Show», «Do You Think That Time Stands Still» и «It’s Not My Affair Anymore») - Ленни Кастро — конга - Квитман Деннис — рожок - Ричард Деннисон — бэк-вокал («Star of the Show», «Do You Think That Time Stands Still» и «It’s Not My Affair Anymore») - Эрл Дамлер — английский рожок - Чак Финдли — рожок - Дэвид Фостер — клавишные («Star of the Show» и «Almost in Love») - Рой Галлоуэй — бэк-вокал («Star of the Show» и «Down») - Дэвид Грисман — мандолина - Гэри Хербиг — рожок - Джим Хорн — рожок - Джим Келтнер — барабаны, перкуссия - Абрахам Лабориэль — бас-гитара - Джо Макгаффи — слайд-гитара - Майкл Омартиан — клавишные («You’re the Only One», «Do You Think That Time Stands Still» и «It’s Not My Affair Anymore») - Кэрол Кармайкл Паркс — бэк-вокал («You’re the Only One», «Sweet Summer Lovin’», «Almost in Love» и «It’s Not My Affair Anymore») - Дин Паркс — гитары, альтовая флейта, синтезатор - Долли Партон — ведущий вокал - Билл Пейн — клавишные («Down», «Help!», «Great Balls of Fire» и «Sandy’s Song») - Херб Педерсен — банджо, бэк-вокал («Help!») - Грегг Перри — фортепиано («Star of the Show» и «Almost in Love»), синтезатор - Дороти Ремсен — арфа - Рики Скэггс — бэк-вокал («Help!») - Стефани Спруилл — бубен, бэк-вокал («Star of the Show» и «Down») - Джулия Уотерс — бэк-вокал («Star of the Show» и «Down») - Максин Уотерс — бэк-вокал («Star of the Show» и «Down») | Производственный персонал - Гарри Блюстоун — концертмейстер - Фрэнк ДеКаро — дирижёр - Линда Геррити — координатор производства - Берни Грундманн — мастеринг-инженер - Джим Хорн — аранжировки духовой секции - Чарльз Коппельман — исполнительный продюсер - Дин Паркс — продюсер, ритм-аранжировки, струнные аранжировки («Almost in Love»), аранжировки духовой секции - Долли Партон — исполнительный продюсер - Грегг Перри — продюсер, струнные аранжировки («You’re the Only One», «Do You Think That Time Stands Still» и «Sandy’s Song»), аранжировки духовой секции - Эрик Престидж — звукорежиссёр - Сид Шарп — концертмейстер - Линда Тайлер — звукооператор (Sound Labs, Inc.) - Нэнси Аткинс — A&R-координация - Эд Караефф — арт-дирекшн, фотография, художественное оформление альбома |